# Ferrari 553 Squalo
Ferrari 553 Squalo och efterträdaren Ferrari 555 Super Squalo är en serie formel 1-bilar, tillverkade av den italienska biltillverkaren Ferrari mellan 1953 och 1956.

## Bakgrund
Till säsongen 1954 infördes ett nytt formel 1-reglemente med 2,5-liters sugmotorer. Aurelio Lampredi fyrcylindriga motor, som använts i formel 2-bilarna under föregående säsonger, var konstruerad för att kunna förstoras och Ferrari fortsatte att använda denna beprövade kraftkälla. Det visade sig vara ett misstag, eftersom motorn hela tiden hade ett effektmässigt underläge gentemot konkurrenterna Maseratis sexcylindriga- och Lancias och Mercedes-Benz åttacylindriga motorer.

## Utveckling

### 553 Squalo
553 Squalo var den första Ferrari-modell som byggdes med burram uppbyggd av tunna rör. Den hade även bränsletankar placerade mellan hjulaxlarna på utsidan av sittbrunnen. Det udda utseendet gav bilen tillnamnet Squalo (italienska för haj). Bilen debuterade i formel 2-utförande med tvålitersmotor i slutet av 1953.
Under 1954 var bilen avsedd att vara Ferraris vapen i världsmästerskapet, men den visade sig lida av problem med tillförlitligheten och stallet fortsatte även att tävla med den äldre 625-modellen. När stallet löste dessa bekymmer klagade Scuderia Ferraris förare på bilens vägegenskaper och fortsatte hellre köra den äldre 625:an.

### 555 Super Squalo
Till 1955 presenterades den vidareutvecklade 555 Super Squalo, med förbättrat chassi för bättre vägegenskaper. Problemet med den klena motorn återstod dock och bilen var inte konkurrenskraftig.
Senare under säsongen tvingades Scuderia Lancia lägga ned verksamheten och Gianni Lancia skänkte D50-bilarna till Ferrari. Ferrari valde att avsluta utvecklingen av Squalo-modellen och satsa på Lancia-bilen istället. Sista framträdandet för 555:an blev vid Argentinas Grand Prix 1956, då försedd med Lancias V8-motor.

## Tekniska data

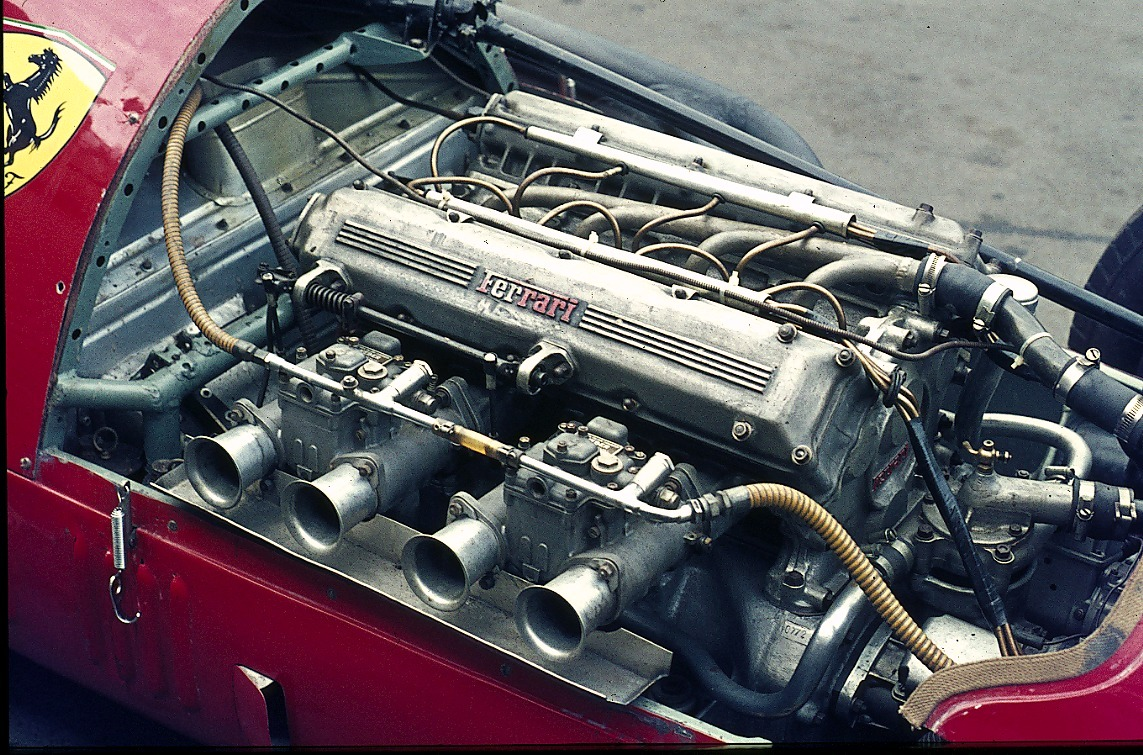
Lampredis fyrcylindriga motor.

| Tekniska data           | 553 Squalo                                                | 555 Super Squalo                                          |
| ----------------------- | --------------------------------------------------------- | --------------------------------------------------------- |
| Motor:                  | Frontmonterad 4-cylindrig radmotor                        | Frontmonterad 4-cylindrig radmotor                        |
| Cylindervolym:          | 2498 cm³                                                  | 2498 cm³                                                  |
| Borrning x slaglängd:   | 100,0 x 79,5 mm                                           | 100,0 x 79,5 mm                                           |
| Kompression:            | 13,0:1                                                    | 11,9:1                                                    |
| Max effekt vid varvtal: | 260 hk vid 7 200 v/min                                    | 260 hk vid 7 200 v/min                                    |
| Ventilstyrning:         | Dubbla överliggande kamaxlar, 2 ventiler per cylinder     | Dubbla överliggande kamaxlar, 2 ventiler per cylinder     |
| Förgasare:              | 2 Weber 50 DCOA/3                                         | 2 Weber 50 DCOA/3                                         |
| Växellåda:              | 4-växlad manuell, transaxel                               | 5-växlad manuell, transaxel                               |
| Hjulupphängning fram:   | Dubbla tvärlänkar, tvärliggande bladfjäder                | Dubbla tvärlänkar, skruvfjädrar                           |
| Hjulupphängning bak:    | De Dion-axel, dubbla längslänkar, tvärliggande bladfjäder | De Dion-axel, dubbla längslänkar, tvärliggande bladfjäder |
| Bromsar:                | Hydrauliska trumbromsar                                   | Hydrauliska trumbromsar                                   |
| Chassi & kaross:        | Fackverksram med aluminiumkaross                          | Fackverksram med aluminiumkaross                          |
| Hjulbas:                | 216 cm                                                    | 216 cm                                                    |
| Torrvikt:               | 590 kg                                                    | 590 kg                                                    |
| Toppfart:               | 280 km/h                                                  | 280 km/h                                                  |

## Tävlingsresultat

### Formel 1-VM 1953
Squalo-modellen debuterade med en tvålitersmotor under huven i slutet av säsongen 1953, när Umberto Maglioli körde in på en åttonde plats i Italiens Grand Prix.

### Formel 1-VM 1954
Efter att ha dominerat världsmästerskapet under formel 2-eran mötte Ferrari-stallet betydligt tuffare konkurrens under säsongen 1954. 553-modellen tog bara en seger under året, när Mike Hawthorn vann Spaniens Grand Prix.
Tack vare insatserna med den äldre 625-modellen slutade José Froilán González ändå tvåa i förarmästerskapet, med kollegorna Hawthorn på tredje och Maurice Trintignant på fjärde plats.

### Formel 1-VM 1955
Säsongen 1955 blev ännu magrare och den vidareutvecklade 555 Super Squalo tog som bäst två tredjeplatser under året, med Giuseppe Farina i Belgiens Grand Prix och Eugenio Castellotti i Italiens Grand Prix.
Bäste Ferrari-förare i förarmästerskapet blev just Castellotti med en tredjeplats, hjälpt av poäng han tagit i början av säsongen i Lancia-stallet.